# (6648) 1991 PM11
(6648) 1991 PM11 là một tiểu hành tinh vành đai chính. Nó được phát hiện bởi Henry E. Holt ở Đài thiên văn Palomar ở Quận San Diego, California, ngày 9 tháng 8 năm 1991.